# Guy Nosbaum
Guy Nosbaum   (Corbeil-Essonnes, 10 de maig de 1930 - Bagnolet, 12 d'agost de 1996) fou un remer francès que va competir durant la dècada de 1950.
El 1952 va prendre part en els Jocs Olímpics d'Estiu de Hèlsinki, on quedà eliminat en sèries en la prova del quatre amb timoner del programa de rem. Als Jocs de Roma de 1960 guanyà la medalla de plata en la prova del quatre amb timoner, formant equip amb Robert Dumontois, Jacques Morel, Claude Martin i Jean Klein.
En el seu palmarès també destaca una medalla d'or al Campionat d'Europa de rem de 1953.